# Kangilinnguit
Kangilinnguit o Kangilínguit, també conegut com a Grønnedal (Vall verda), és un assentament i ubicació d'una antiga base naval militar al municipi de Sermersooq de Groenlàndia, situada a la desembocadura del Fiord d'Arsuk, al sud-oest de Groenlàndia. L'assentament tenia 160 habitants el 2010, la majoria dels quals són personal de la Marina Reial Danesa, adscrit al quarter general del Grønlands Kommando (Comandament de l'illa de Groenlàndia). Una carretera de gairebé 5 km entre Kangilinnguit i Ivittuut les converteix en les úniques ciutats de Groenlàndia connectades per carretera. Va ser l'únic assentament poblat de l'antic municipi d'Ivittuut.
Per a l'antiga instal·lació naval dels Estats Units d'Amèrica, vegeu Bluie West Seven.

## Història
Kangilinnguit va ser fundat amb el nom de «Green Valley» (Vall verda) per l'Armada dels Estats Units durant la Segona Guerra Mundial per protegir l'altament estratègica pedrera de criolita de l'antic poblat d'Ivittuut. La US Navy va traspassar la base a la Marina Reial Danesa a l'agost de 1951. Durant els primers anys de la Guerra Freda, la base va ser utilitzada per vaixells de guerra antisubmarina de l'OTAN, que van seguir els submarins de la Marina Soviètica a l'Atlàntic Nord.
Des de mitjans de la dècada del 1990, la Marina danesa ha proposat estalviar diners destinat al personal del quarter general del Grønlands Kommando (Comandament de l'illa de Goenlàndia), situat a l'aillat Kangilinnguit, traslladant la major part dels 65 membres a Nuuk, la capital de Groenlàndia, o tornant-los a Aarhus, Jutlàndia. No obstant això, el govern de Groenlàndia ha pressionat amb èxit per mantenir el comandament intacte per tal d'impulsar l'economia local.
Sota els termes de l' «Acord de Defensa Danès 2010-2014» aprovat pel Parlament danès el 24 de juny de 2009, el Grønlands Kommando va absorbir el gairebé desaparegut Færøernes Kommando (Comandament de les illes Feroe). El comandament combinat es va col·locar a Nuuk sota el nom d'Arktisk Kommando (Comandament àrtic). Com a resultat, el 2012, Kangilinnguit es va tancar i les funcions militars residuals es van traslladar a Nuuk (Godthaab), la capital de Groenlàndia.

## Població

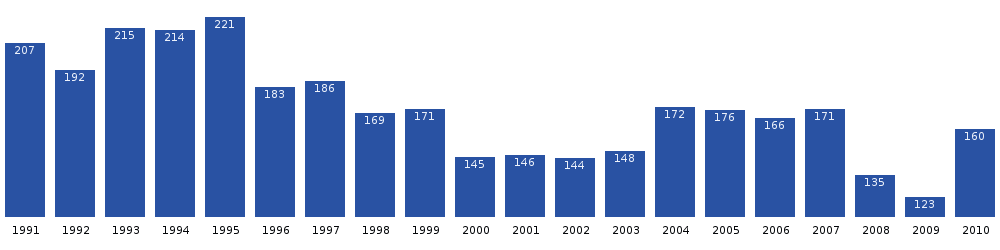
Gràfic del creixement de població de Kangilinnguit durant dues dècades. Font: Statistics Greenland

## Clima
El clima predominant és l'anomenat clima de tundra. La classificació climàtica de Köppen és ET. La temperatura mitjana anual a Aappilattoq és de 1,7 °C. La precipitació és de 1021 mm a l'any